# アリックス・ド・クルトネー
アリックス・ド・クルトネー（Alix de Courtenay, 1160年 - 1218年2月12日）は、フランスの貴族女性。ピエール1世・ド・クルトネーの娘で、ラテン皇帝ピエール2世の妹。2番目の夫アングレーム伯エマール・タイユフェルとの間に後のイングランド王妃イザベラ・オブ・アングレームを産んだ。

## 生涯
アリックスは1160年に、ピエール1世・ド・クルトネーとルノー・ド・クルトネーの娘エリザベートの間に次女として生まれた。アリックスの家族はフランスで最も高名な一族の一つで、父方の祖父母はフランス王ルイ6世とアデル・ド・サヴォワであった。また、長兄ピエール2世は1216年にラテン皇帝となった。
アリックスの最初の夫はシャンパーニュのラ・フェルテ＝ゴシェ領主アンドレで、1169年以降に結婚した。1177年のアンドレの死後、アリックスはジョワニー伯ギヨーム1世と結婚した。この結婚により、後にジョワニー伯となるピエール（1222年没）が生まれた。しかし1184年ごろに夫婦は離婚した。1180年の特許状には、ギヨーム1世がアリックスの同意を得てポンティニー修道院に領地を寄付したことが記録されている。アリックスは1186年ごろに、エマール・ダングレームと結婚した。同年、エマールは兄ギヨーム5世の跡を継いでアングレーム伯となった。この結婚により、イザベル（1188年頃 - 1246年）が生まれた。エマールは1202年6月16日に亡くなり、娘のイザベルが跡を継いだ。イザベルは1200年にイングランド王ジョンと結婚した。
アリックスは1218年2月12日に57歳または58歳で死去した。